# Melanie Lynskey
Melanie Lynskey, född 16 maj 1977 i New Plymouth, Nya Zeeland, är en nyzeeländsk skådespelare. 
Lynskey är bland annat känd från Peter Jacksons Svarta änglar och som Rose i TV-serien 2 1/2 män.
Mellan 2007 och 2014 var hon gift med skådespelaren Jimmi Simpson. Efter att ha varit ett par sedan 2013 gifte sig Lynskey med skådespelaren Jason Ritter 2020. Paret har en dotter född 2018.

## Filmografi

### Film
| År   | Film                                       | Roll                 | Info |
| ---- | ------------------------------------------ | -------------------- | ---- |
| 1994 | Svarta änglar                              | Pauline Parker       |      |
| 1996 | The Frighteners                            | Deputy               |      |
| 1998 | För evigt - en askungesaga                 | Jacqueline De Ghent  |      |
| 1999 | Detroit Rock City                          | Beth                 |      |
| 1999 | The Cherry Orchard                         | Dunyasha             |      |
| 1999 | But I'm a Cheerleader                      | Hilary               |      |
| 1999 | Foreign Correspondents                     | Melody               |      |
| 2000 | Coyote Ugly                                | Gloria               |      |
| 2001 | Snakeskin                                  | Alice                |      |
| 2002 | Shooters                                   | Marie                |      |
| 2002 | Abandon                                    | Julie                |      |
| 2002 | Sweet Home Alabama                         | Lurlynn              |      |
| 2003 | Shattered Glass                            | Amy Brand            |      |
| 2005 | Say Uncle                                  | Susan                |      |
| 2006 | Park                                       | Sheryl               |      |
| 2006 | Flags of our Fathers                       | Pauline Harnois      |      |
| 2007 | Itty Bitty Titty Committee                 | Plastic Surgery Lady |      |
| 2008 | Show of Hands                              | Jess                 |      |
| 2008 | A Quiet Little Marriage                    | Monique              |      |
| 2009 | Away We Go                                 | Munch Garnett        |      |
| 2009 | The Informant!                             | Ginger Whitacre      |      |
| 2009 | Up in the Air                              | Julie Bingham        |      |
| 2009 | Leaves of Grass                            | Colleen              |      |
| 2010 | Helena from the Wedding                    | Alice                |      |
| 2011 | Win Win                                    | Cindy                |      |
| 2011 | Touchback                                  | Macy                 |      |
| 2011 | Eye of the Hurricane                       | Amelia Kyte          |      |
| 2011 | Four Saints                                | Mairi Chrisholm      |      |
| 2012 | The Perks of Being a Wallflower            | Aunt Helen           |      |
| 2017 | I Don't Feel at Home in This World Anymore | Ruth Kimke           |      |

### Television
| År        | Titel                             | Roll             | Info                        |
| --------- | --------------------------------- | ---------------- | --------------------------- |
| 2002      | Rose Red                          | Rachel Wheaton   | Miniserie                   |
| 2003      | The Shield                        | Marcy            | Avsnitt 2.3 & 2.7           |
| 2003–2015 | 2 1/2 män                         | Rose             | 56 avsnitt                  |
| 2007      | Drive                             | Wendy Patrakas   |                             |
| 2008      | The L Word                        | Clea Mason       | Avsnitt 5.11 & 5.12         |
| 2008      | Comanche Moon                     | Pearl Coleman    | Miniserie                   |
| 2008      | Psych                             | Emily Bloom      | Avsnitt 2.15                |
| 2009      | It's Always Sunny in Philadelphia | Kate             |                             |
| 2010      | The Life & Times of Tim           | Becky            | Avsnitt 2.3, 2.6, 2.8 & 2.9 |
| 2010      | Memphis Beat                      | Annalise         | Avsnitt 1.4                 |
| 2014      | Där trädgården slutar             | Beatrice (röst)  | Miniserie                   |
| 2015–2016 | Togetherness                      | Michelle Pierson |                             |
| 2020      | Mrs. America                      |                  |                             |